# Bohartiellus plaumanni
Bohartiellus plaumanni är en stekelart som beskrevs av Marsh 1983. Bohartiellus plaumanni ingår i släktet Bohartiellus och familjen bracksteklar. Inga underarter finns listade.